# 里昂王族
里昂王族（英语：Kings of Leon) 是一支美国摇滚乐队，于1999年成立于美国田纳西州的纳什维尔。乐队由四人组成，分别是三兄弟 Anthony Caleb Followill (主唱兼节奏吉他手)，Ivan Nathan Followill (鼓手、打击乐手兼幕后和声) 和 Michael Jared Followill (贝斯手兼幕后和声)，此外还有他们的堂弟 Cameron Matthew Followill (主音吉他手兼幕后和声)。
里昂王族乐队早期的音乐风格受到美国南方摇滚和布鲁斯音乐的影响，但他们逐渐扩展了自己的音乐风格。乐队最初在英国取得了成功，他们于2008年拿到了两项全英音乐奖，而且三张专辑同时登上了英国专辑榜的前5名，其中第三张专辑《Because of the Times》更是登上了榜首。而等到第四张专辑《Only by the Night》发行后，里昂王族终于在自己美国老家的榜单上获得了成功。

## 录音室专辑
- Youth and Young Manhood (2003)
- Aha Shake Heartbreak (2004)
- Because of the Times (2007)
- Only by the Night (2008)
- Come Around Sundown (2010)
- Mechanical Bull (2013)